# Список правителів Білорусі
Список прави́телів Білої Ру́сі (X століття — теперішній час)
В цьому списку перелічено правителів державних утворень, що були безпосередніми попередниками сучасної Республіки Білорусь.

## Князі Києва таРусі

### Язичницькі правителі Київської Русі
Династію Рюриковичів, яка спочатку була язичницькою, заснував Рюрик.
| Правитель             | Титул                   | Герб | Роки життя | Правив від | Правив до | Характеристика правління |
| --------------------- | ----------------------- | ---- | ---------- | ---------- | --------- | --- |
| Олег Віщий            | Князь Київський         |      | ?-912      | 882        | 912       | Регент, опікун князя Ігоря I. Вся політика Олега була орієнтована на захист економічних інтересів. Вершиною його політики вважають похід на Константинополь і угоду з Візантійською імперією 911 року. Держава Олега включала у себе частину земель сучасної Білорусі.                             |
| Ігор І Старий         | Князь Київський         |      | 878-945    | 913        | 945       | Основоположник київської династії князів, що їх пізніше назвали Рюриковичами. Держава Ігоря включала у себе частину земель сучасної Білорусі. |
| Ольга Свята           | Велика Княгиня Київська |      | 910-969    | 945        | 962       | Регент, хрестилась в візантійського імператора Константина VII Багрянородного, але їй не вдалось принести християнство на Русь. Держава Ольги включала у себе частину земель сучасної Білорусі. Приєдала до склад Русі деревлян — етносу, який в майбутньому візьме участь в етногенезі білорусів. |
| Святослав I Хоробрий  | Великий князь київський |      | 935-972    | 962        | 972       | Проводив активну зовнішню політику, значно розширивши територію держави, об'єднавши всі руські князівства під владою Києва. За нього уся територія майбутньої Білорусі стала належати Русі. |
| Ярополк I Святославич | Великий князь київський |      | 955-978    | 972        | 978       | Онук і вихованець княгині Ольги. Після смерті батька вів міжусобну війну з братами — деревлянським князем Олегом і новгородським князем Володимиром. Убив деревлянського князя Олега. |

### Християнські правителі Київської Русі
Християнство Володимир I Великий офіційно прийняв в 988 році.
| Правитель              | Титул                                | Герб | Роки життя | Правив від | Правив до | Характеристика правління |
| ---------------------- | ------------------------------------ | ---- | ---------- | ---------- | --------- | --- |
| Володимир I Великий    | Великий князь київський              |      | 960-1015   | 979        | 1015      | Захопив київський престол після міжусобної боротьби з братом (977-979). 988 року прийняв хрещення під іменем Василь, розпочав христянізацію Київської Русі, встановивши Київську митрополію Константинопольського патріархату. Завдяки чому більшість білорусів тепер християни. Приєднав до своєї держави землі в'ятичів, ятвягів, радимичів — народів, які в майбутньому складуть основу етногенезу білорусів. За його правління вся територія сучасної Білорусі увійшла у склад Русі. |
| Святополк I Окаянний   | Великий князь київський              |      | 980-1019   | 1015       | 1019      | Після смерті Володимира Великого, Святополк утік із в'язниці до свого тестя у Польщу, не встигнувши навіть взяти з собою дружину. Спираючись на підтримку Болеслава I Хороброго, вів боротьбу за київський престол, під час якої загинули його брати Борис, Гліб та Святослав. Після оволодіння Києвом мусив вести боротьбу зі своїм братом — тоді новгородським князем Ярославом. Також він був турівським князем. |
| Ярослав I Мудрий       | Великий князь київський              |      | 983-1054   | 1019       | 1054      | Видатний державний діяч і полководець. У період його князювання спостерігалося піднесення Давньоруської держави. Було розширено територію Київської Русі, укріплено кордони, встановлено контакти з багатьма європейськими країнами. Князь приділяв велике значення внутрішньому устрою держави: поширював християнство, засновував монастирі, будував храми та собори, розбудовував столицю, створив школу і бібліотеку при Софіївському соборі. Його держава включала в себе всю територію сучасної Білорусі. |
| Ізяслав I Ярославич    | Великий князь київський, Король Русі |      | 1024-1078  | 1054       | 1068      | Після смерті 1054 року Ярослава Мудрого Ізяслав посів київський престол, проте не зумів утримати в своїх руках спадщину батька і мусив розділити її з братами. Мав проблеми з киянами і печерськими монахами. До вступу на престол мав титул Князь Турівський. |
| Всеслав Чародій        | Великий князь Київський              |      | 1029-1101  | 1068       | 1069      | Князь полоцький, єдиний представник полоцької гілки Рюриковичів на київському великокнязівському престолі. |
| Ізяслав I Ярославич    | Великий князь Київський, король Русі |      | 1024-1078  | 1069       | 1073      | Після поразки від половців у битві на Альті 1068 року і відмови князя видати киянам зброю у Києві спалахнуло повстання проти Ізяслава, і йому довелося втекти з міста. Наступного року Ізяслав повернувся з польськими військами й придушив повстання. Брати знову вигнали Ізяслава з Києва 1073 року, і він звернувся до Королівства Польського, куди прибув з «достатком великим». Польський король Болеслав II Сміливий, однак, не тільки не надав родичеві допомоги, але й відібрав більшість багатств, маючи намір скористатися ними у війні з чехами, і вигнав Ізяслава з країни, а з його суперниками, Святославом та Всеволодом, уклав союз. До вступу на престол мав титул Князь Турівський. |
| Святослав II Ярославич | Великий князь Київський              |      | 1027-1076  | 1073       | 1076      | Четвертий син Ярослава Мудрого. Засновник чернігівської князівської династії. Фундатор будівництва Печерської церкви в Києві. |
| Ізяслав I Ярославич    | Великий князь Київський, король Русі |      | 1024-1078  | 1077       | 1078      | Влітку 1077 за допомогою польських військ повернув собі Київ, але загинув у битві на Нежатиній Ниві під Черніговом, де спільні війська Ярославовичів розбили бунтівних племінників. До вступу на престол мав титул Князь Турівський. |
| Всеволод I Ярославич   | Князь всієї Русі                     |      | 1030-1093  | 1078       | 1093      | Фундатор будівництва Михайлівського собору Видубицького монастиря, Янчиного монастиря, монастирської церкви Андрія. |
| Святополк II Ізяславич | Великий князь Київський              |      | 1050-1113  | 1093       | 1113      | У 1093 році двічі зазнав поразки від хана Боняка. У 1095 році разом із Володимиром Мономахом завдав поразки половцям, а в наступному році вів війну з чернігівським князем Олегом Святославичем, який відмовився приїхати до Києва на з'їзд князів. Святополк був учасником Витичівського з'їзду 1100, Золотчанського з'їзду 1101 і Долобського з'їзду 1103. Разом із Володимиром Мономахом Святополк удвох із сином своїм Ярославом брав участь у переможних боях з половцями (1110 і 1111), у яких здобуто половецькі міста Шарукань і Сугрів. Мав титул Князь Полоцький. |
| Володимир II Мономах   | Великий князь Київський              |      | 1053-1125  | 1113       | 1125      | Видав закон, за яким зменшив рези (відсотки) за позички і тимчасово трохи полегшив становище закупів, скасував холопство за борги. Ініціатор Любецького з'їзду 1097 року, де була проведена радикальна реформа порядку спадкоємства (прийнято засаду прямого родового успадкування замість складної системи сеньйорату та зміни уділів) та Витечівського з'їзду 1100 року. Відновив великокнязівську владу на більшій частині давньоруських земель і тимчасово затримав процес остаточного роздроблення Давньоруської держави. Мав титул Князь Смоленський. |
| Мстислав I Великий     | Великий князь Київський              |      | 1076-1132  | 1125       | 1132      | Святий православної церкви, останній князь, що утримував єдність Київської держави. Засновник кам'яної церкви св. Федора в Києві (1129). 1130 року повернув під вплив Києва Полоцьк, посадивши на полоцький стіл свого сина Ізяслава. |

## Правителі періодурозпаду Київської Русі

### Великі князі Київські
| Правитель                  | Титул                   | Герб | Роки життя | Правив від | Правив до | Характеристика правління |
| -------------------------- | ----------------------- | ---- | ---------- | ---------- | --------- | --- |
| Ярополк II Володимирович   | Великий князь Київський |      | 1082-1139  | 1132       | 1139      | Дбав про єдність Київської держави і вів боротьбу з чернігівськими князями — Ольговичами, які намагалися з допомогою половців захопити київський престол. |
| В'ячеслав І Володимирович  | Великий князь Київський |      | 1083-1154  | 1139       | 1139      | Після смерті 1139 року Ярополка II, як старший син Володимира Мономаха став Великим князем. Його прогнав із Києва Всеволод Ольгович. Пізніше В'ячеслав правив вже зі своїм племінником Ізяславом. Мав титули Князь Смоленський і Князь Турівський. |
| Всеволод II Ольгович       | Великий князь Київський |      | 1094-1146  | 1139       | 1146      | На початку київого княжіння довелося відстоювати престол як від Мономашичів, серед яких особливо активним був Ізяслав Мстиславич, так і від рідні — Ольговичів, що вимагали від нього володінь. |
| Ігор II Ольгович           | Великий князь Київський |      | ?-1147     | 1146       | 1146      | Володів уділами з центрами у Юр'єві, Городці-Остерському та Рогачеві. 1146 року був змушений прийняти чернецтво у Київському Федорівському монастирі. 1147 року убитий киянами в помсту ненависному роду Ольговичів. У православній церкві вшановується святим в лику благовірного. |
| Ізяслав II Мстиславич      | Великий князь Київський |      | 1097-1154  | 1146       | 1149      | В 1147 році вивів давньоукраїнську церкву з прямого підпорядкування Константинополю. |
| Юрій Довгорукий            | Великий князь Київський |      | 1090-1157  | 1149       | 1151      | 1149 року, користуючись з міжусобиць між князями, пішов у похід на південь і разом з половцями, біля Переяслава на Дніпрі, розбивши війська київського князя Ізяслава II, оволодів Києвом. 1150 року мусив його покинути. |
| Ізяслав II Мстиславич      | Великий князь Київський |      | 1097-1154  | 1151       | 1154      | Знову став Великим князем київським, і правив до смерті. |
| Ростислав I Мстиславич     | Великий князь Київський |      | 1108-1167  | 1154       | 1154      | У 1149-1150 роках підтримував брата Ізяслава у його боротьбі з Юрієм Довгоруким за київський престол. У період його князювання відбувся остаточний розпад Київської держави на ряд окремих князівств і утворено окреме єпископство у Смоленську. Вів оборонні війни проти половців, в боротьбі з якими використовував чорних клобуків, торків та інші тюркські племена. Мав титул Князь Смоленський. |
| Ізяслав III Давидович      | Великий князь Київський |      | ?-1161     | 1154       | 1155      | Вів постійну боротьбу за київський престол. |
| Юрій Довгорукий            | Великий князь Київський |      | 1090-1157  | 1155       | 1157      | Щоб закріпитись на півдні, роздавав своїм синам удільні князівства. Не був улюбленим серед киян; під час пиру у київського боярина Петрила був отруєний. Після смерті Юрія повсталі кияни ліквідували встановлену ним владу. |
| Ізяслав III Давидович      | Великий князь Київський |      | ?-1161     | 1157       | 1158      | Вів постійну боротьбу за київський престол. |
| Ростислав I Мстиславич     | Великий князь Київський |      | 1108-1167  | 1159       | 1167      | Витримав кількамісячну облогу Ізяславом Давидовичом у Білгороді. Після загибелі Ізяслава від рук торків під Києвом остаточно утвердився у на князівському престолі і правив до смерті. Мав титул Князь Смоленський. |
| Мстислав II Ізяславич      | Великий князь Київський |      | 1125-1170  | 1167       | 1170      | Заручившись підтримкою інших князів, киян та чорних клобуків зумів утвердитись у Києві після смерті Ростислава Мстиславича, хоча й не був старшим князем у роді.1168 року спільно з іншими князями розгромив половецькі кочовища над Ореллю і Снопородом. У березні 1169 року утік з Київ при наближені військ посланих князем Андрієм Боголюбським. |
| Гліб Юрійович              | Князь Київський         |      | ?-1171     | 1170       | 1171      | Поставлений княжити у Києві сином Андрія Боголюбського Мстиславом. Імовірно, був отруєний киянами, як і його батько. |
| Володимир Мстиславич       | Великий князь Київський |      | 1130-1171  | 1171       | 1171      | 1171 року, після смерті Гліба Юрійовича, був покликаний на Велике князювання до Києва. Андрій Боголюбський зажадав від Володимира покинути Київ. Володимир помер після менш ніж трьох місяців княжіння, не дочекавшись насильницького вигнання з Великого столу. Мав титул Князь Слуцький. |
| Михайло Юрійович           | Великий князь Київський |      | 1145-1176  | 1171       | 1171      | Був єдиним Юрійовичем, який у боротьбі за Київ 1169 року підтримав Мстислава II проти суздальського князя Андрія Боголюбського. Коли Андрій вторгся до Південної Русі, він розірвав зв'язок з Мстиславом та присягнув на вірність своєму братові. За це отримав від Андрія Боголюбського назад Торчеськ. |
| Роман І Ростиславич        | Великий князь Київський |      | ?-1180     | 1171       | 1173      | Андрій Боголюбський 1171 року посадив Романа на Київське князівство, але через два роки, розгніваний відмовою Романа видати київських бояр, заподозренних у вбивстві князя Гліба Юрійовича, змусив його перейти з Києва до Смоленська. Мав титул Князь Смоленський. |
| Всеволод III Велике Гніздо | Великий князь Київський |      | 1154-1212  | 1173       | 1173      | У 1173 році за розпорядженням старшого брата — Михайла Юрійовича разом з Ярополком Ростиславовичем сів у Києві і незабаром був полонений смоленскими Ростиславичами. Викуплений з полону Михайлом. |
| Рюрик Ростиславич          | Великий князь Київський |      | ?-1214     | 1173       | 1173      | Таємно в'їхав в Київ з братами, захопив в полон Всеволода Юрійовича, і сам став великим князем. Втік з міста у Білгородку при наблеженні дружини Андрія Юрійовича |
| Ярослав II Ізяславич       | Великий князь Київський |      | 1132-1180  | 1173       | 1174      | У 1173-1174 роках при допомозі Ростиславичів короткотривало сидів на великокняжому престолі у Києві, але наклав велику контрибуцію на населення, за що був вигнаний звідти. За його правління було засноване Луцьке єпископство. Мав титул Князь Турівський. |
| Роман Ростиславич          | Великий князь Київський |      | ?-1180     | 1174       | 1176      | Після смерті Андрія Боголюбского Роман знову сів у Києві, але 1177 року Святослав Всеволодович знову змусив його відступити до Смоленська. Мав титул Князь Смоленський. |
| Святослав III Всеволодович | Великий князь Київський |      | 1116-1180  | 1176       | 1194      | Вдалося загальмувати розпад Київської держави і добитись стабілізації під кінець XII століття. Князював до смерті у 1194 р. в співправительстві з Рюриком Ростиславичем. Мав титул Князь Турівський. |
| Рюрик Ростиславич          | Великий князь Київський |      | ?-1214     | 1194       | 1201      | Зайняв Київ по смерті Святослава Всеволодовича, був вибитий військом, зібраним Романом Мстиславичем |
| Інгвар Ярославич           | Великий князь Київський |      | ?-1220     | 1201       | 1202      | У 1201-1204 роках точились боротьба галицько-волинських князів за Київський престол. За підтримки князя Романа Великого, Інгвар став Великим князем Київським втримував престол з невеликими перервами). Таким чином Київ був під зверхністю галицького князя аж до смерті князя Романа 1205 року. |
| Рюрик Ростиславич          | Великий князь Київський |      | ?-1214     | 1203       | 1204      | Захопив і жорстоко розграбував Київ у 1203 р. Згодом насильно пострижений у ченці разом з дружиною Анною і донькою Предславою. У 1205 році, після загибелі Романа Великого, покинув монастир і повернувся до політичної діяльності. |
| Роман Великий              | Dux Ruthenotum          |      | 1152-1205  | 1204       | 1204      | Засновник Галицько-Волинського князівства і патріарх тамтешнього правлячого роду. Вважався сучасниками наймогутнішим з усіх руських князів кінця XII — початку XIII століття. |
| Ростислав II Рюрикович     | Великий князь Київський |      | 1172-1218  | 1204       | 1205      | 1204 року посаджений на київський стіл галицько-волинським князем Романом Великим замість Ростиславового батька Рюрика, постриженого в чернецтво. Після смерті Романа в 1205 році усунений з престолу батьком, що вийшов із монастиря. |
| Рюрик Ростиславич          | Великий князь Київський |      | ?-1214     | 1205       | 1206      | У 1205 році, після загибелі Романа Великого, покинув монастир і повернувся до політичної діяльності. Втік у Овруч при підході військ Всеволода Чермного |
| Всеволод Чермний           | Великий князь Київський |      | ?-1215     | 1206       | 1207      | У серпні 1206 року за сприяння Володимира Ігоровича забрав Київ у Рюрика Ростиславича. Тієї самої осені Рюрик за підтримки своєї рідні вигнав звідти Всеволода Святославича. Тоді Ольговичі (до клану яких належав Всеволод Святославич) зібрали велике військо. Не чекаючи на його прихід, Рюрик вернувся до свого домену Овруча. |
| Рюрик Ростиславич          | Великий князь Київський |      | ?-1214     | 1207       | 1210      | У 1207 раптово зібрав армію та вибив Всеволода Чермного з Києва. |
| Всеволод Чермний           | Великий князь Київський |      | ?-1215     | 1210       | 1212      | Вокняжився у Києві, вигнавши Рюрика. Після його смерті хотів позбавити смоленських князів їхніх уділів у Київській землі, але його вигнав Мстислав Удатний |
| Інгвар Ярославич           | Великий князь Київський |      | ?-1220     | 1212       | 1212      | 1212 року, спільно з Мстиславом Старим, ходив на Київ проти Всеволода Чермного і здобув його, ставши знову на великокняжий престол. Проте, після битви під Білгородом (неподалік Києва), коли князі остаточно вибороли Київ, добровільно віддав столицю Мстиславу, а сам пішов княжити до Луцька. |
| Мстислав III Старий        | Великий князь Київський |      | 1156-1223  | 1212       | 1223      | Був одним з організаторів наради руських князів у Києві перед першим походом проти монголів на допомогу половцям. Він очолив у поході київську групу військ. Після поразки русько-половецьких сил на річці Калка Мстислав тривалий час опирався монголам у таборі. Він склав зброю в обмін на обіцянку противника помилувати його воякам життя, але був обманутий. Київського князя було страчено разом із його родичами та боярами. Мав титул Князь Смоленський. |
| Володимир Рюрикович        | Великий князь Київський |      | 1187-1239  | 1223       | 1234      | 1223 року очолював смоленський полк у битві з монголами на Калці. Після загибелі в тій битві Мстислава Старого Володимир став Київським князем. Був слабким і непослідовним політиком, за нього Київ дещо занепав. |
| Ізяслав IV Мстиславич      | Великий князь Київський |      | ?-1239     | 1235       | 1236      | В 1233 році разом з Данилом Галицьким відправився воювати проти угорців, але на самому початку походу відступився від союзника і, замість того, щоб допомагати Данилу, спустошив його ж волость. У 1235 році Володимир і Данило виступили проти Ізяслава і половців, але у Торчеська були розбиті. Данило втік, а Володимир потрапив у полон. Ізяслав сів у Києві, а союзник його — Михайло Всеволодович — в Галичі. |
| Ярослав III Всеволодович   | Великий князь Київський |      | 1191-1246  | 1236       | 1238      | У роки навали хана Батия на суздальську землю (1237–1238) Ярослав Всеволодович, його син Олександр і молодші брати Ярослава опору не чинили, тому не були знищені татаро-монголами. 1243 року їздив до Батия, який його затвердив Великим князем усієї Руси, включно з Києвом. Проте Михайло Всеволодович, що княжив тоді у Києві, відмовився виконувати накази монголо-татар. |
| Михайло Всеволодович       | Великий князь Київський |      | 1179-1246  | 1238       | 1239      | У 30-х роках XIII століття вів боротьбу з Данилом I Галицьким, Володимиром IV і Ярославом III за Галич і Київ. У 1235 році, при підтримці угорського короля Бели IV захопив Галич, а в березні 1238 року на короткий час зайняв київський престол (у Галичині залишив свого сина Ростислава). В 1239 (за іншими даними, в 1238) році під час монгольської навали виїхав до Угорського королівства, згодом — до Королівства Польського, де намагався отримати допомогу (зокрема від Римського Папи Інокентія IV) в боротьбі з ординцями. В цей період володіння були захоплені і поділені між князями. |
| Ростислав III Мстиславович | Великий князь Київський |      | 1189-1240  | 1239       | 1239      | Під час монгольського походу на Чернігівське князівство після появи монголів на лівому березі Дніпра навпроти Києва ранньою весною 1240 Михайло Всеволодович Київський поїхав до Угорського королівства, після чого Ростислав приїхав в Київ із Смоленська, але був вигнаний Данилом Галицьким, який посадив в Києві свого намісника Дмитра. Мав титул Князь Смоленський. |
| Данило Галицький           | Великий князь Київський |      | 1201-1264  | 1239       | 1241      | Належав до старшої на Русі гілки роду Мономаховичів, династії Романовичів. В 1239 році зайняв Київ, де не було князя, посадив там свого намісника — воєводу Дмитра. Правив частиною земель теперешньої Білорусі. |

### Королі Русі
| Правитель          | Титул                           | Герб | Роки життя | Правив від | Правив до | Характеристика правління |
| ------------------ | ------------------------------- | ---- | ---------- | ---------- | --------- | --- |
| Данило Галицький   | Ruthenorum Rex                  |      | 1201-1264  | 1238       | 1264      | З 1240 року — Великий Князь Київський. З 1254 року коронований Папою як єдиний і законний Король Русі. Правив частиною земель теперешної Білої Русі. |
| Василько Романович | Rex Lodomeriae                  |      | 1203-1269  | 1264       | 1269      | На чолі волинського полку взяв участь в 1245 році у Ярославській битві, в якій було розгромлено загони угорського та польського королів. В 1248 році, згідно літопису, Василько Романович відбив грабіжницький набіг ятвягів, наздогнавши та розгромивши їх під Дрогочином. Було знищено 40 ятвязьких «князів». Темник Бурундай в 1259-1260 роках напав на Волинь, примусив волинського князя Василька Романовича взяти участь у походах на Литву (1258), Польщу (1259). Після смерті у 1264 році Данила Романовича фактично правив усім Галицько-Волинським князівством. Правив також частиною земель Білої Русі. |
| Шварно Данилович   | Король Русі                     |      | 1230-1269  | 1264       | 1269      | Шварно був прихильником об'єднання сил Великого князівства Литовського і Королівства Руського для боротьби проти ятвягів і польських феодалів. Допоміг великому князеві литовському Войшелкові Міндовговичу в його боротьбі проти опозиції. В роки правління в Литві Войшелка Новогрудок був резиденцією Шварна Даниловича як субмонарха і спадкоємця трону. Був правителем усієї Білої Русі. |
| Лев I Данилович    | Король Русі                     |      | 1228-1301  | 1269       | 1301      | 1272 року переніс столицю Руського королівства до Львова. Підтримував жваві дипломатичні зв'язки з Богемією, Угорщиною, Литвою, Тевтонським орденом. Після смерті краківського князя Болеслава V Сором'язливого (1279) в союзі з чеським королем Вацлавом II намагався здобути Краків. Підтримуючи в боротьбі за краківський престол Болеслава II Мазовецького (сина сестри Предслави), вів тривалу війну з польським князем Лешком II Чорним. Приєднав до Королівства Русі частину Закарпаття з Мукачевом. Правив частиною земель Білої Русі.                                                                     |
| Юрій I Львович     | Regis Rusie, Princeps Ladimerie |      | 1252-1308  | 1301       | 1308      | Після смерті батька Лева I в об'єднав всі землі Галицько-Волинського королівства зі столицею у Володимирі та успадкував від нього королівський титул. За володарювання Юрія Королівство Польське відвоювало у Руського королівства Люблінську землю у 1302 році, а Угорщина — частину Закарпаття. Проте в стані миру Галицько-Волинська держава зазнала розквіту і економічного добробуту. Правив частиною земель Білої Русі. |
| Лев II Юрійович    | Король Русі                     |      | ?-1323     | 1308       | 1323      | Намагаючись убезпечити Волинсько-Галицькі землі від нападів Золотої Орди, Лев та його брат Андрій підтримували союзні взаємини з Тевтонським орденом і Королівством Польським. В 1323 році під час одного з військових походів Лев і Андрій Юрійовичі загинули. Правив частиною земель Білої Русі. |
| Андрій Юрійович    | Король Русі                     |      | ?-1323     | 1308       | 1323      | Разом з братом Левом 1316 року брали участь у боротьбі краківського і поморського князів проти магдебурзьких маркграфів. Налагодивши тісні союзницькі зв'язки з польським королем Владиславом I Локетком і Тевтонським орденом, намагалися послабити залежність від Золотої Орди. Сприяли торгівлі між галицькими і польськими купцями. Успішно боролися проти монголо-татар, захищаючи західнослов'янські землі від їхніх набігів, і з Литвою. Правив частиною земель Білої Русі. |
| Юрій II Болеслав   | Dux Minoris Russiae             |      | 1310-1340  | 1325       | 1340      | 1325 року з допомогою литовських і польських військ захопив владу в Галицько-волинському князівстві. Намагаючись протистояти експансії Польщі та Угорщини, підтримував союзні відносини з Тевтонським орденом, Литвою, Священною Римською імперією. Період правління Юрія II став поступовим занепадом Руського королівства. Масове невдоволення народу його політикою дало підставу боярам для активної агітації, активних насильницьких дій. 1340 року бояри організували проти Юрія II Болеслава змову: отруїли його у Володимирі. Правив частиною земель Білої Русі.                                           |

## Князі Полоцькі(X століття—1387)
| Портрет | Ім'я     | Дата народження | Дата смерті | Початок правління | Завершення правління |
| ------- | -------- | --------------- | ----------- | ----------------- | -------------------- |
|         | Рогволод | бл. 920         | бл. 978     | ?                 | бл. 977              |

### Ізяславичі Полоцькі(989–1068)
| Портрет | Ім'я                                    | Дата народження | Дата смерті | Початок правління | Завершення правління |
| ------- | --------------------------------------- | --------------- | ----------- | ----------------- | -------------------- |
|         | Ізяслав Володимирович                   | 978 чи 979      | 1001        | 989               | 1001                 |
|         | Всеслав Ізяславович                     | ?               | 1003        | 1001              | 1003                 |
|         | Брячислав Ізяславович                   | бл. 997         | 1044        | 1003              | 1044                 |
|         | Всеслав Брячиславович (Всеслав Чародій) | бл. 1029        | 1101        | 1044              | 14 квітня 1101       |

### Ізяславичі Турівські(1069–1071)
| Портрет | Ім'я                  | Дата народження  | Дата смерті    | Початок правління | Завершення правління |
| ------- | --------------------- | ---------------- | -------------- | ----------------- | -------------------- |
|         | Мстислав Ізяславович  | ?                | 1069           | 1069              | 1069                 |
|         | Святополк Ізяславович | 8 листопада 1050 | 16 квітня 1113 | 1069              | 1071                 |

### Ізяславичі Полоцькі(1071–1129)
| Портрет | Ім'я                                    | Дата народження | Дата смерті    | Початок правління | Завершення правління |
| ------- | --------------------------------------- | --------------- | -------------- | ----------------- | -------------------- |
|         | Всеслав Брячиславович (Всеслав Чародій) | бл. 1029        | 14 квітня 1101 | 1071              | 14 квітня 1101       |

#### Розподіл Полоцького князівства між синами Всеслава Брячиславовича
| Портрет | Ім'я                                                    | Дата народження  | Дата смерті | Початок правління | Завершення правління |
| ------- | ------------------------------------------------------- | ---------------- | ----------- | ----------------- | -------------------- |
|         | Рогволод-Борис Всеславович                              | до 1057          | 1128        | 1101              | 1128                 |
|         | Давид Всеславович                                       | між 1047 та 1057 | після 1129  | 1101              | 1127                 |
|         | Давид Всеславович (як наступник Рогволода Всеславовича) | між 1047 та 1057 | після 1129  | 1128              | 1129                 |
|         | Рогволод Борисович                                      | ?                | після 1171  | 1128              | 1129                 |

### Мономашичі(1129–1132)
| Портрет | Ім'я                   | Дата народження | Дата смерті       | Початок правління | Завершення правління |
| ------- | ---------------------- | --------------- | ----------------- | ----------------- | -------------------- |
|         | Ізяслав Мстиславович   | бл. 1097        | 13 листопада 1154 | 1129              | 1132                 |
|         | Святополк Мстиславович | ?               | 20 лютого 1154    | 1132              | 1132                 |

### Ізяславовичі Полоцькі(1132–1241)

#### Вітебськалінія
| Портрет | Ім'я                   | Дата народження | Дата смерті | Початок правління | Завершення правління |
| ------- | ---------------------- | --------------- | ----------- | ----------------- | -------------------- |
|         | Василько Святославович | ?               | 1144        | 1132              | 1144                 |

#### Друцькалінія
| Портрет | Ім'я               | Дата народження | Дата смерті | Початок правління | Завершення правління |
| ------- | ------------------ | --------------- | ----------- | ----------------- | -------------------- |
|         | Рогволод Борисович | ?               | після 1171  | 1144              | 1151                 |

#### Мінськалінія
| Портрет | Ім'я               | Дата народження | Дата смерті | Початок правління | Завершення правління |
| ------- | ------------------ | --------------- | ----------- | ----------------- | -------------------- |
|         | Ростислав Глібович | ?               | 1165        | 1151              | 1159                 |

#### Друцькалінія
| Портрет | Ім'я               | Дата народження | Дата смерті | Початок правління | Завершення правління |
| ------- | ------------------ | --------------- | ----------- | ----------------- | -------------------- |
|         | Рогволод Борисович | ?               | після 1171  | 1159              | 1162                 |

#### Вітебськалінія
| Портрет | Ім'я                | Дата народження | Дата смерті | Початок правління | Завершення правління |
| ------- | ------------------- | --------------- | ----------- | ----------------- | -------------------- |
|         | Всеслав Василькович | ?               | бл. 1186    | 1162              | 1167                 |

#### Мінськалінія
| Портрет | Ім'я             | Дата народження | Дата смерті | Початок правління | Завершення правління |
| ------- | ---------------- | --------------- | ----------- | ----------------- | -------------------- |
|         | Володар Глібович | 1090-ті         | після 1167  | 1167              | 1167                 |

#### Вітебськалінія
| Портрет | Ім'я                | Дата народження | Дата смерті | Початок правління | Завершення правління |
| ------- | ------------------- | --------------- | ----------- | ----------------- | -------------------- |
|         | Всеслав Василькович | ?               | бл. 1186    | 1167              | 1175                 |
|         | Борис Давидович     | ?               | після 1184  | 1180              | 1186                 |

#### Мінськалінія
| Портрет | Ім'я      | Дата народження | Дата смерті | Початок правління | Завершення правління |
| ------- | --------- | --------------- | ----------- | ----------------- | -------------------- |
|         | Володимир | ?               | бл. 1216    | 1186              | 1216                 |
|         | Василько  | ?               | 1220-ті     | 1216              | 1222                 |

#### СмоленськагілкаРюриковичів
| Портрет | Ім'я                   | Дата народження | Дата смерті | Початок правління | Завершення правління |
| ------- | ---------------------- | --------------- | ----------- | ----------------- | -------------------- |
|         | Святослав Мстиславович | ?               | після 1238  | 1222              | 1232                 |

#### Вітебськалінія
| Портрет | Ім'я                  | Дата народження | Дата смерті | Початок правління | Завершення правління |
| ------- | --------------------- | --------------- | ----------- | ----------------- | -------------------- |
|         | Брячислав Василькович | ?               | після 1241  | 1232              | після 1241           |

### Литовськікнязі
| Портрет | Ім'я               | Дата народження | Дата смерті | Початок правління | Завершення правління |
| ------- | ------------------ | --------------- | ----------- | ----------------- | -------------------- |
|         | Товтивіл           | ?               | 1264        | 1250-ті           | 1263                 |
|         | Костянтин Безрукий | ?               | після 1290  | 1263              | 1264                 |
|         | Ізяслав Вітебський | ?               | після 1270  | 1264              | 1264                 |
|         | Гердень            | ?               | 1267        | 1264              | 1267                 |
|         | Ізяслав Вітебський | ?               | після 1270  | 1267              | поч. 1270-их         |
|         | Костянтин Безрукий | ?               | після 1290  | бл. 1270/1280     | бл. 1290             |

### Гедиміновичі(1307–1387)
| Портрет | Ім'я                 | Дата народження | Дата смерті    | Початок правління | Завершення правління |
| ------- | -------------------- | --------------- | -------------- | ----------------- | -------------------- |
|         | Воїн                 | ?               | 1333-34/1336   | 1307              | 1336                 |
|         | Наримунт Гедимінович | бл. 1292        | 2 лютого 1348  | 1336              | 1342                 |
|         | Андрій Ольгердович   | бл. 1320        | 12 серпня 1399 | 1342              | 1377                 |
|         | Скиргайло            | бл. 1354        | 1397           | 1377              | 1381                 |
|         | Андрій Ольгердович   | бл. 1320        | 12 серпня 1399 | 1381              | 1387                 |

## Князі Турово-Пінські(988–1207)
| Портрет | Ім'я                    | Дата народження | Дата смерті    | Початок правління | Завершення правління |
| ------- | ----------------------- | --------------- | -------------- | ----------------- | -------------------- |
|         | Святополк Окаянний      | бл. 979         | 1019           | 988               | 1015                 |
|         | Ізяслав Ярославович     | 1025            | 3 жовтня 1078  | ?                 | 1052                 |
|         | Ярополк Ізяславович     | 1043/47         | 5 грудня 1086  | XI століття       | XI століття          |
|         | Брячислав Святополкович | ?               | ?              | 1118              | 1123                 |
|         | Вячеслав Володимирович  | бл. 1083        | 1154           | 1127              | 1142                 |
|         | Святослав Всеволодович  | ?               | 27 липня 1194  | 1142              | 1142                 |
|         | Вячеслав Володимирович  | бл. 1083        | 1154           | 1143              | 1146                 |
|         | Ярослав Ізяславович     | бл. 1132        | 1180           | 1146              | 1146                 |
|         | Юрій Ярославич          | до 1112         | бл. 1168       | 1148              | 1150                 |
|         | Андрій Боголюбський     | бл. 1111        | 29 червня 1174 | 1150              | 1151                 |
|         | Юрій Ярославич          | до 1112         | бл. 1168       | 1151              | 1154                 |
|         | Святослав Всеволодович  | ?               | 27 липня 1194  | 1154              | 1154                 |
|         | Борис Юрійович          | ?               | ?              | 1156              | 1157                 |
|         | Юрій Ярославич          | до 1112         | бл. 1168       | 1157              | 1167                 |
|         | Іван Юрійович           | ?               | 1207           | 1167              | 1190                 |
|         | Гліб Юрійович           | ?               | 1195           | 1190              | 1195                 |
|         | Іван Юрійович           | ?               | 1207           | 1195              | 1207                 |

## Велике князівство Литовське, Руське і Жемайтійське
Велике князівство Руське — автономне державне утворення у складі Литовсько-Руської держави. З вересня 1432 року до літа 1435 року — незалежне.

### Великі князі Литовські
| Правитель                     | Титул                                                                   | Герб | Роки життя | Правив від | Правив до | Характеристика правління |
| ----------------------------- | ----------------------------------------------------------------------- | ---- | ---------- | ---------- | --------- | --- |
| Гедемін                       | Magnus Ducis Lithwanie Dni Russie et Cetera                             |      | 1275-1341  | 1316       | 1341      | Великий князь Литовський і Руський, князь Семигалії |
| Євнут                         | Великий князь Литовський, Руський і Жемайтійський                       |      | 1300-1366  | 1341       | 1345      | Великий князь Литовський, Руський і Жемайтійський |
| Ольгерд                       | Magnus Ducis Lithwanie Dni Russie et Cetera                             |      | 1296-1377  | 1345       | 1377      | Великий князь Литовський і Руський в співправлінні з братом Кейстутом |
| Ягайло                        | Magnus Ducis Lithwanie Dni Russie et Cetera                             |      | 1350-1434  | 1377       | 1392      | Великий князь литовський і руський, король Польщі з 1185 року |
| Вітовт                        | Magnus Ducis Lithwanie Dni Russie et Cetera                             |      | 1350-1430  | 1392       | 1430      | Вів тривалу боротьбу з татарами, намагаючись витіснити їх з українського Причорномор'я. В 1393-94 рр. зайняв Поділля і зумів розширити свої володіння до Чорноморського узбережжя. Будував на південних кордонах своєї держави велику систему укріплень, яка складалася з фортець: Дашів, Соколець, Каравул, Білгород, Кацюбіїв. |
| Свидригайло Ольгердович       | Великий князь литовський (1430—1432), Великий князь Руський (1432—1438) |      | 1370-1452  | 1432       | 1440      | 1430 року, підтриманий білоруськими та українськими магнатами й шляхтою, а також литовськими вельможами, що хотіли позбутися залежності від Польщі, був проголошений Великим князем литовськи. Щоб відтягнути від Свидригайла українську та білоруську шляхту, Ягайло і Сигізмунд формально зрівняли в правах православних з католиками. Якийсь час він зберігав владу на українських і білоруських землях, але після 1435 року володів тільки Волинню, Східним Поділлям та Київським князівством. |
| Сигізмунд Кейстутович         | Володар та Спадкоємець Русі                                             |      | 1424-1444  | 1432       | 1440      | Володар та Спадкоємець Русі. Територію Русі у той час не контролював. |
| Казимир Ягеллончик            | Володар та Спадкоємець Русі, Великий Князь Руський                      |      | 1427-1492  | 1440       | 1492      | Володар та Спадкоємець Русі, Великий Князь Руський |
| Александр І Ягеллончик        | Великий Князь Руський                                                   |      | 1461-1506  | 1492       | 1506      | Підтримувався українськими магнатами. |
| Сигізмунд I Старий            | Пан і дідич Русі                                                        |      | 1467-1548  | 1506       | 1548      | Засновник козацтва. |
| Сигізмунд II Август           | Великий Князь Руський                                                   |      | 1520-1572  | 1548       | 1572      | За нього була Люблінська унія. |
| Генріх Валуа                  | Великий Князь Руський                                                   |      | 1551-1589  | 1573       | 1574      | Перший Король Речі Посполитої |
| Стефан Баторій                | Великий Князь Руський                                                   |      | 1533-1586  | 1576       | 1586      | Перший фактичний Король Речі Посполитої. Ставлення українського народу до нього чудово демонструє цитата з Історії Русів: «Король Баторій у всьому стосовно до Руського воїнства і народу був таким патріотом, яким пошановувався у Римлян Імператор Тіт, син Веспасіанів, себто друг і батько людства. Він справедливістю своєю і лагідністю вселив у всі народи Королівства свого дух єдності і братерської згоди. Не чутно було між ними ніяких суперечок ні про породи, ні про переваги, тим більше про релігії, що часто уми народні бентажать. Навіть саме Духовенство, що має нахил звичайно до дебатів та привласнення собі правоти думки, подобилося тоді агнцям непорочної золотої доби або пастирства Адамового, і що з нього найдивовижніше, то була згода чиста і обох головних релігій — Римської та Руської. Коли відлучався Єпископ Римський, то доручав паству Єпископу Руському, коли ж, навпаки, відлучався Єпископ Руський, то також доручав Єпархію свою в правління Римському Єпископові, і все було в послуху і любові прямо Християнській.» Тим не менш, за його наказом був страчений Іван Підкова. |
| Сигізмунд III Ваза            | Великий Князь Руський                                                   |      | 1566-1632  | 1587       | 1632      | За нього відбувся ряд національно-визвольних повстань |
| Владислав IV Ваза             | Великий Князь Руський                                                   |      | 1595-1648  | 1632       | 1648      | За нього відбувся ряд національно-визвольних повстань |
| Ян II Казимир                 | Великий Князь Руський                                                   |      | 1609-1672  | 1648       | 1658      | За нього відбулася Хмельниччина. У 1658 році за Гадяцьким договором віддав свій титул Великий Князь Руський Гетьману Івану Виговському. |
| Іван Виговський               | Гетьман України, Великий князь Руський                                  |      | 1608-1664  | 1657       | 1659      | Уклав з Річчю Посполитою Гадяцьку угоду 1658 року. На її підставі Україна (під назвою Велике князівство Руське) мала входити до Речі Посполитої як рівноправний член конфедерації з Короною Польською та Великим князівством Литовським, а йому від Короля передавався титул Великий князь Руський. Контролював лише частину території Білої Русі. |
| Міхал Корибут Вишневецький    | Великий князь Руський                                                   |      | 1640-1673  | 1669       | 1673      | Номінальний Великий Князь Руський. Насправді контролював лише частину територій Русі-України. |
| Ян Собеський                  | Великий князь Руський                                                   |      | 1629-1696  | 1674       | 1696      | Номінальний Великий Князь Руський. Насправді контролював лише частину територій Русі-України. Під його керівництвом відбулася легендарна Віденська Відсіч — битва, під час якої тисячі українців стали в обороні Християнства. |
| Август II Фрідріх             | Великий князь Руський                                                   |      | 1670-1733  | 1697       | 1733      | Номінальний Великий Князь Руський. Насправді контролював лише частину територій Русі-України. |
| Август III Фрідріх            | Великий князь Руський                                                   |      | 1696-1763  | 1733       | 1763      | Номінальний Великий Князь Руський. Насправді контролював лише частину територій Русі-України. |
| Станіслав Август Понятовський | Великий князь Руський                                                   |      | 1732-1798  | 1764       | 1795      | Номінальний Великий Князь Руський. Насправді контролював лише частину територій Русі-України. Після трьох поділів Польщі остаточно втратив території Русі-України. |

## ЛідериСічневого повстання(1863)
| Портрет | Ім'я                 | Дата народження | Дата смерті       | Початок правління | Завершення правління |
| ------- | -------------------- | --------------- | ----------------- | ----------------- | -------------------- |
|         | Людвік Мерославський | 17 січня 1814   | 22 листопада 1878 | 22 січня 1863     | лютий 1863           |
|         | Маріан Лангевич      | 5 серпня 1827   | 11 травня 1887    | 11 березня 1863   | 18 березня 1863      |
|         | Ромуальд Траугутт    | 16 січня 1826   | 5 серпня 1864     | липень 1863       | серпень 1863         |

## Голови радиБНР(1918–1919)
| Портрет | Ім'я                  | Дата народження  | Дата смерті             | Початок правління | Завершення правління |
| ------- | --------------------- | ---------------- | ----------------------- | ----------------- | -------------------- |
|         | Ян Середа             | 1 травня 1879    | після 19 листопада 1943 | 9 березня 1918    | 14 травня 1918       |
|         | Язеп Лесик            | 6 листопада 1883 | 1 квітня 1940           | 14 травня 1918    | 13 грудня 1919       |
|         | Петро Кречевський     | 1879             | 1928                    | 13 грудня 1919    | 8 березня 1928       |
|         | Василь Захарка        | 1877             | 1943                    | 1928              | 1943                 |
|         | Микола Абрамчик       | 1903             | 1970                    | 1943              | 1970                 |
|         | Вінцент Жук-Гришкевич | 1903             | 1989                    | 1970              | 1982                 |
|         | Йосип Сажич           | 1917             | 2007                    | 1982              | 1997                 |
|         | Івонка Сурвіла        | 1936             | досі                    | 1997              | досі                 |

## ПрезидентБЦР(1943–1944)
| Портрет | Ім'я                 | Дата народження | Дата смерті    | Початок правління | Завершення правління |
| ------- | -------------------- | --------------- | -------------- | ----------------- | -------------------- |
|         | Радослав Островський | 25 жовтня 1887  | 17 жовтня 1976 | 21 грудня 1943    | вересень 1944        |

## ГоловиВерховної Ради Республіки Білорусь(1991–1996)
| Портрет | Ім'я                       | Дата народження | Дата смерті   | Початок правління | Завершення правління |
| ------- | -------------------------- | --------------- | ------------- | ----------------- | -------------------- |
|         | Станіслав Шушкевич         | 15 грудня 1934  | 3 травня 2022 | 9 вересня 1991    | 26 січня 1994        |
|         | В'ячеслав Кузнєцов (в. о.) | 1947            |               | 26 січня 1994     | 28 січня 1994        |
|         | Мечислав Гриб              | 29 вересня 1936 |               | 28 січня 1994     | 9 січня 1996         |
|         | Семен Шарецький (и. о.)    | 23 вересня 1936 |               | 10 січня 1996     | 27 листопада 1996    |

## Президент Республіки Білорусь(з1994)
| Портрет | Ім'я                 | Дата народження | Дата смерті | Початок правління               | Завершення правління |
| ------- | -------------------- | --------------- | ----------- | ------------------------------- | -------------------- |
|         | Олександр Лукашенко  | 30 серпня 1954  |             | 20 липня 1994                   | 5 листопада 2020     |
|         | Світлана Тихановська | 11 вересня 1982 |             | (обрана, на посаду не вступила) |                      |